# 霜江茶行
霜江茶行，是2019年7月初創立的手搖飲品牌，與一芳水果茶同為墨力國際所經營。由於2019年台灣手搖茶業者政治表態事件，一芳水果茶在台灣的營業受到民眾抵制，許多加盟業者生意大受影響，加盟店業者紛紛退出加盟時，霜江茶行開放台灣一芳現有加盟主免費加盟。

## 外部連結
- 霜江茶行官方網站
- 霜江茶行的Facebook專頁
- 霜江茶行的Instagram帳戶